# Biserica de lemn din Gornovița

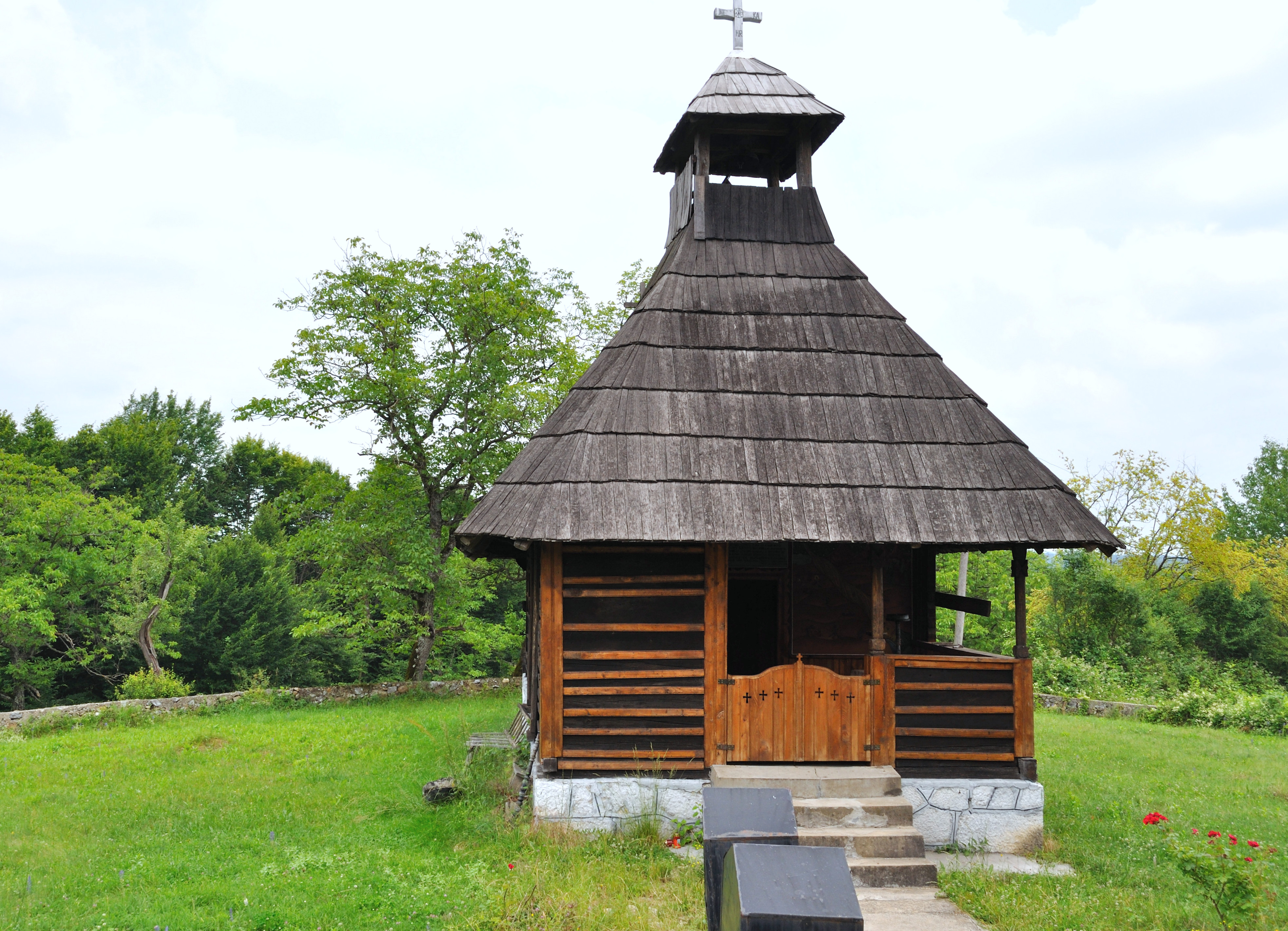
Biserica de lemn „Nașterea Maicii Domnului” din Gornovița, foto: iunie 2010.

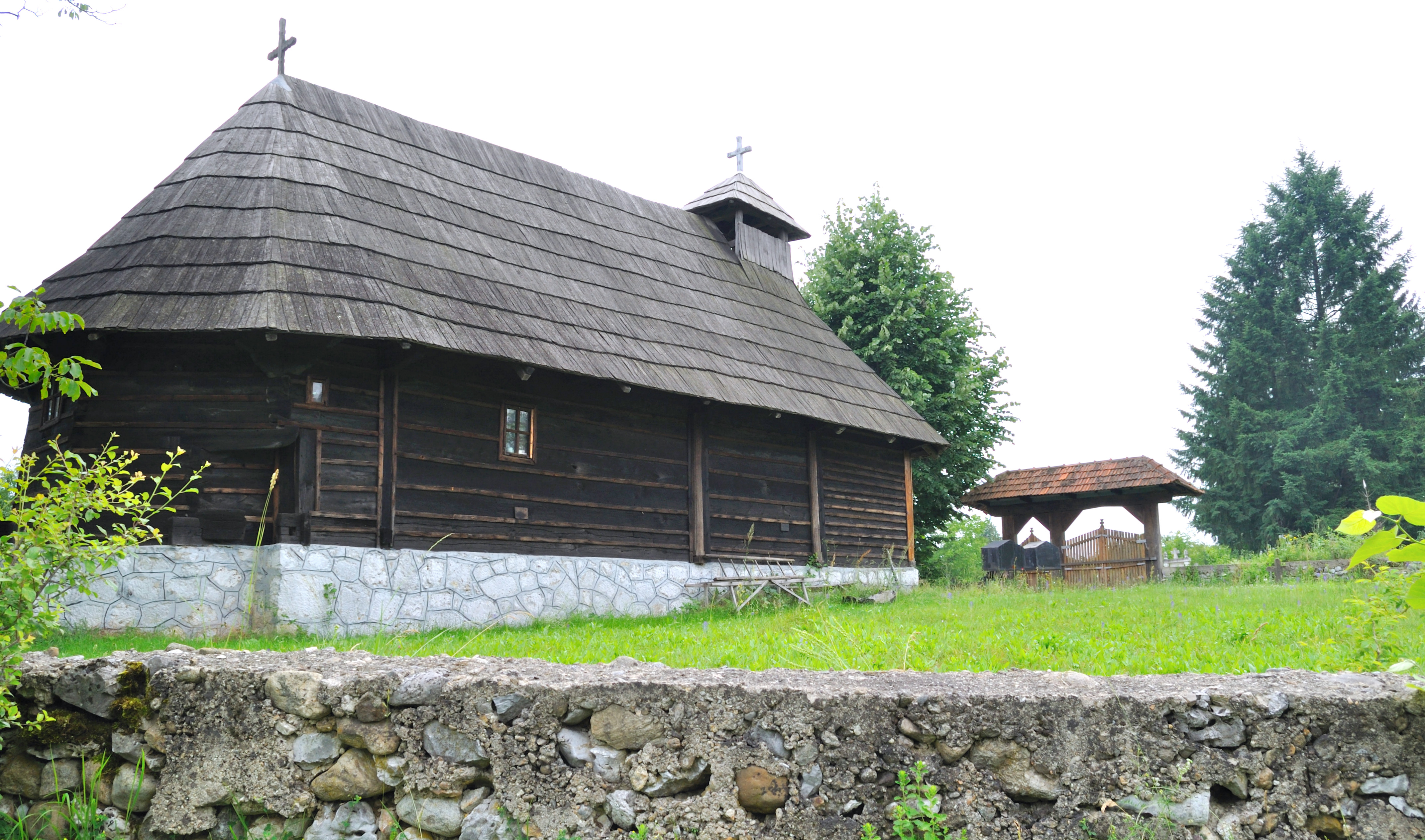
Biserica (nord-est)

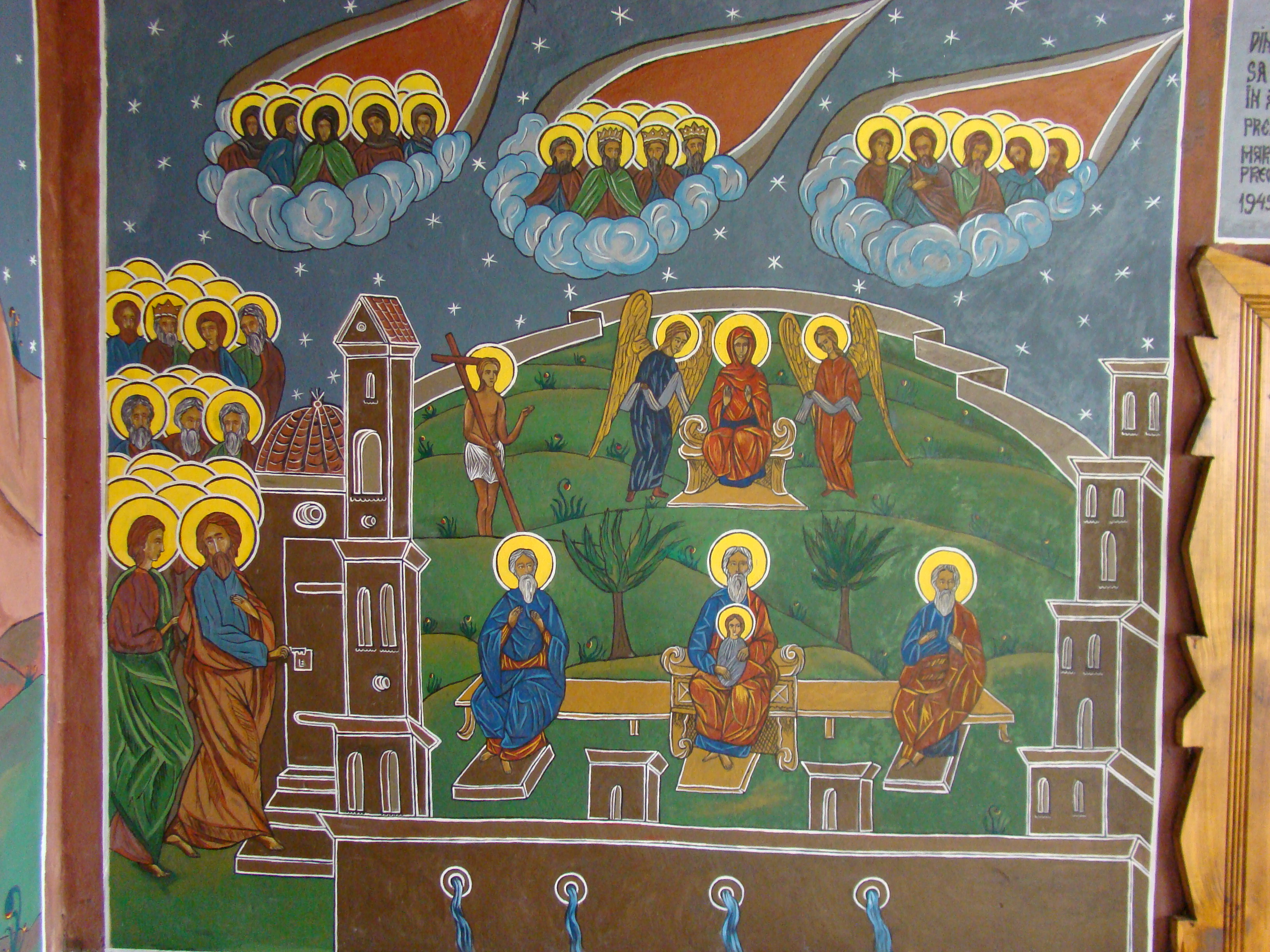
Pictura murală exterioară realizată de pictorul Gheorghe Bărbulescu din Tismana.

Biserica de lemn din Gornovița, oraș Tismana, județul Gorj, a fost construită în jur de 1764 . Are hramul „Nașterea Maicii Domnului”. Biserica se află pe noua listă a monumentelor istorice sub codul LMI:  GJ-II-m-B-09307.

## Istoric și trăsături
Biserica de lemn cu hramul „Nașterea Maicii Domnului” din Gornovița a fost construită în 1764 de arhimandritul Partenie. A fost refăcută din temelie, pictată și înzestrată cu cele necesare între anii 1939-1945, în timpul domniei regelui Mihai I. A fost resfințită în data de 11 martie 1945 de către Mitropolitul Nifon al Olteniei, Râmnicului și Severinului.

## Imagini din exterior

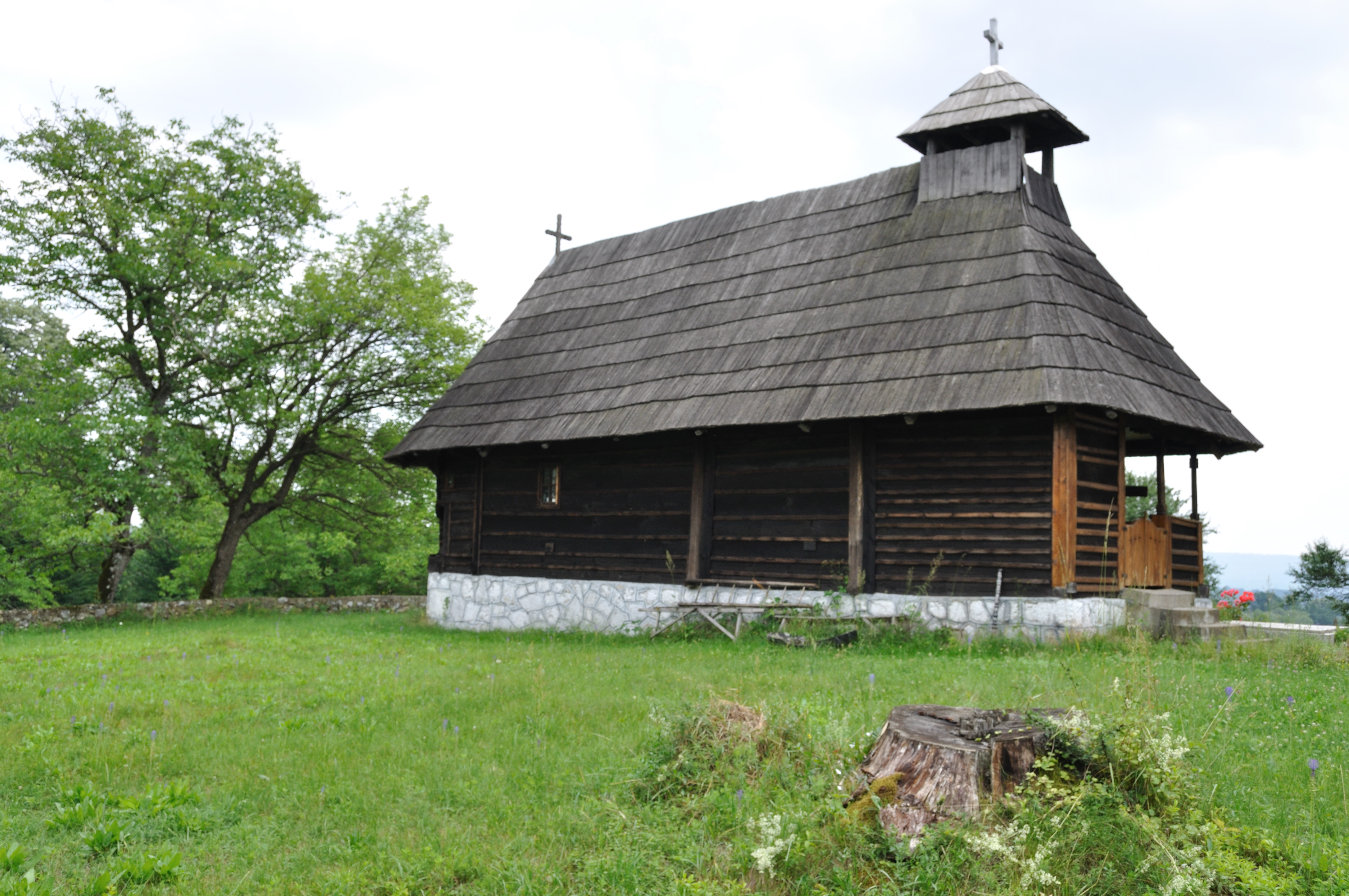
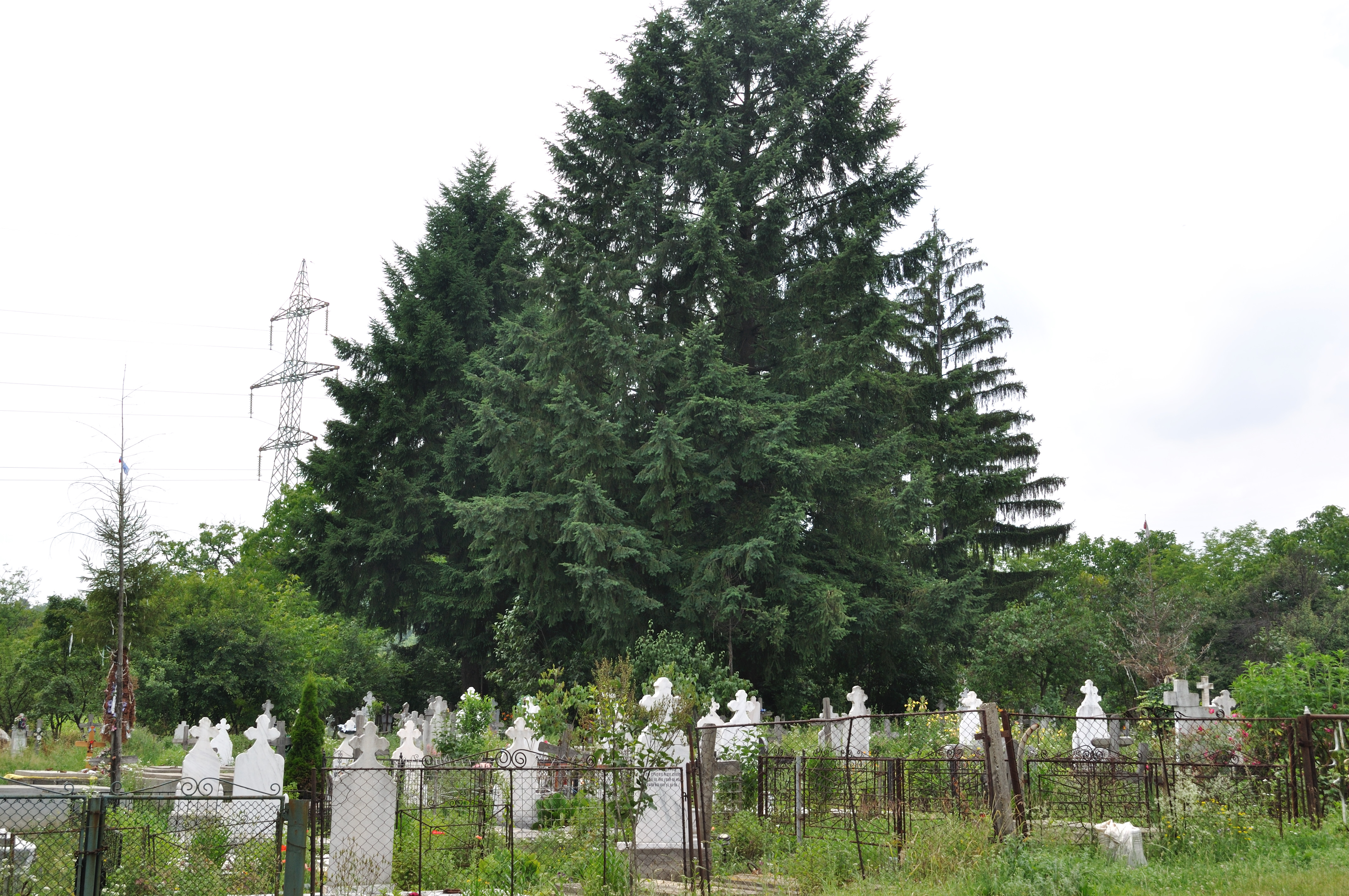
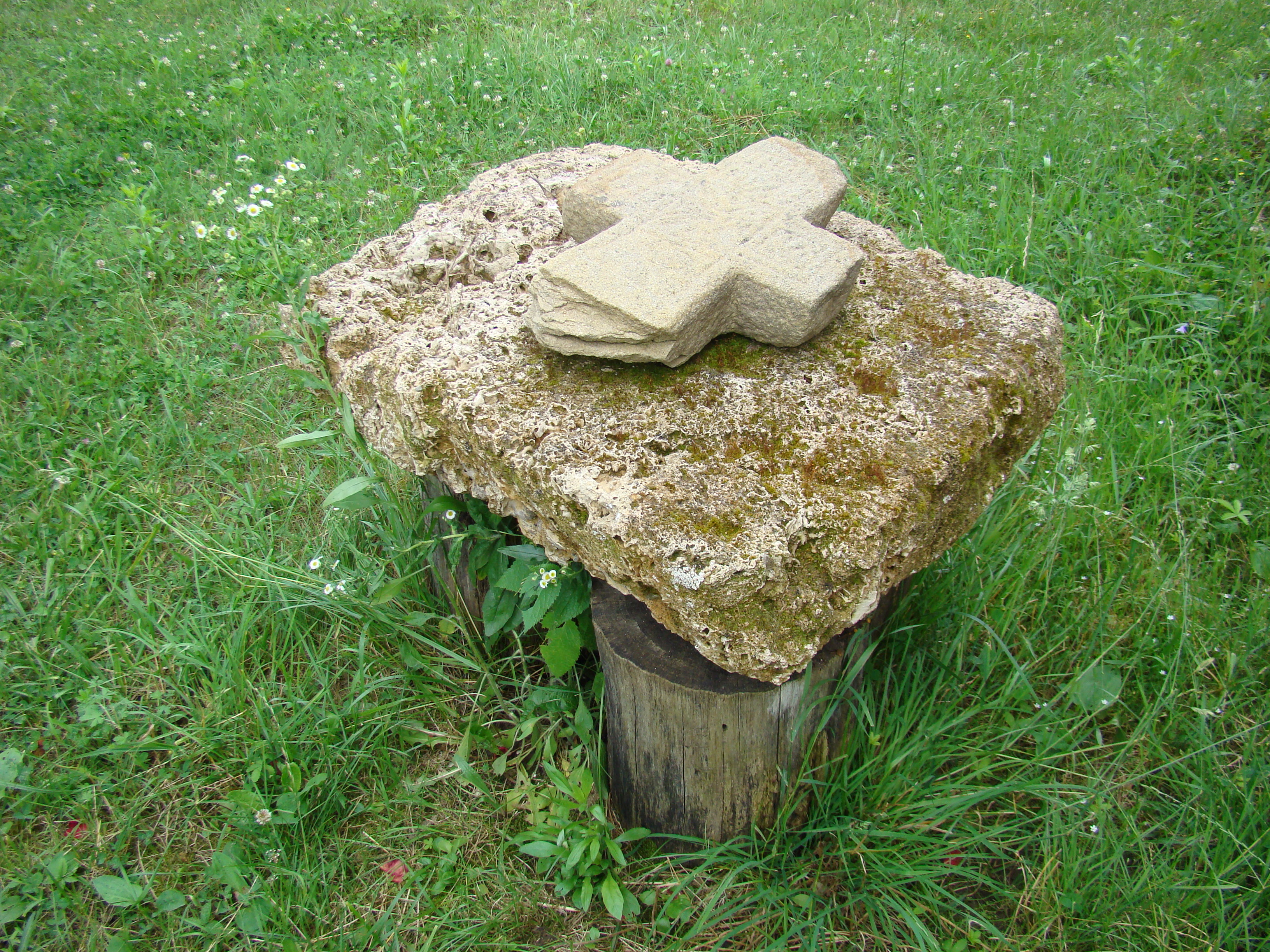
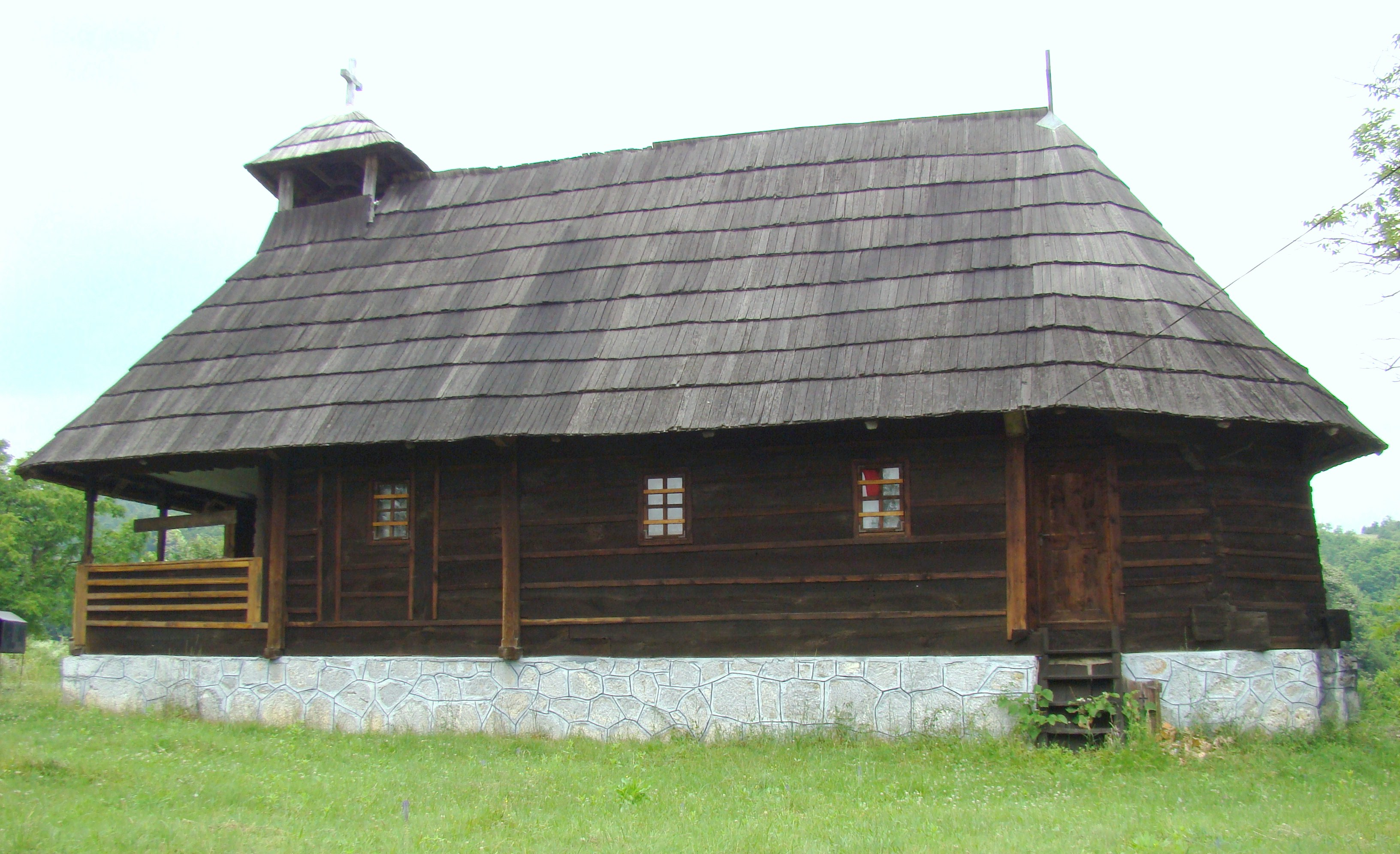
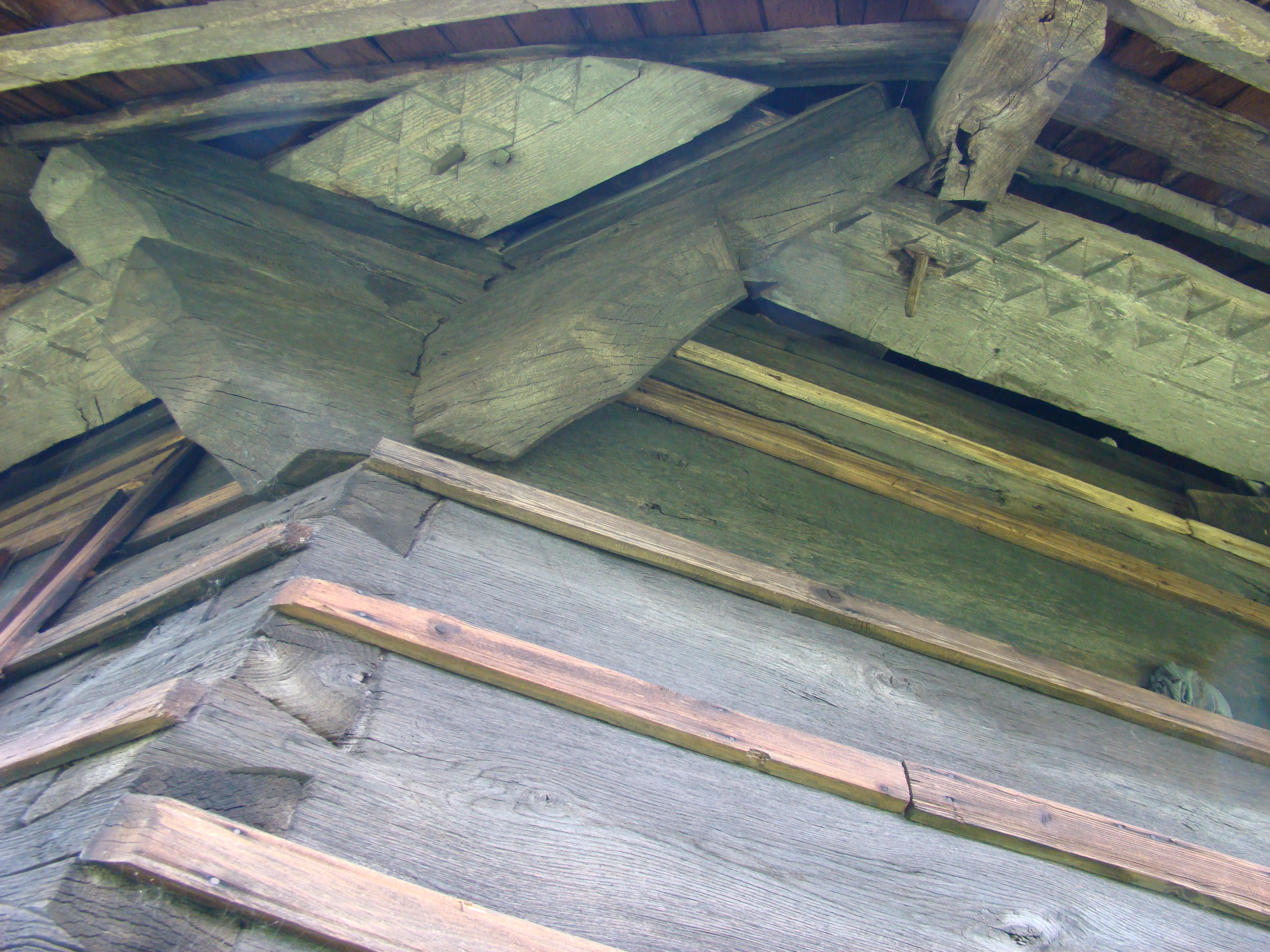
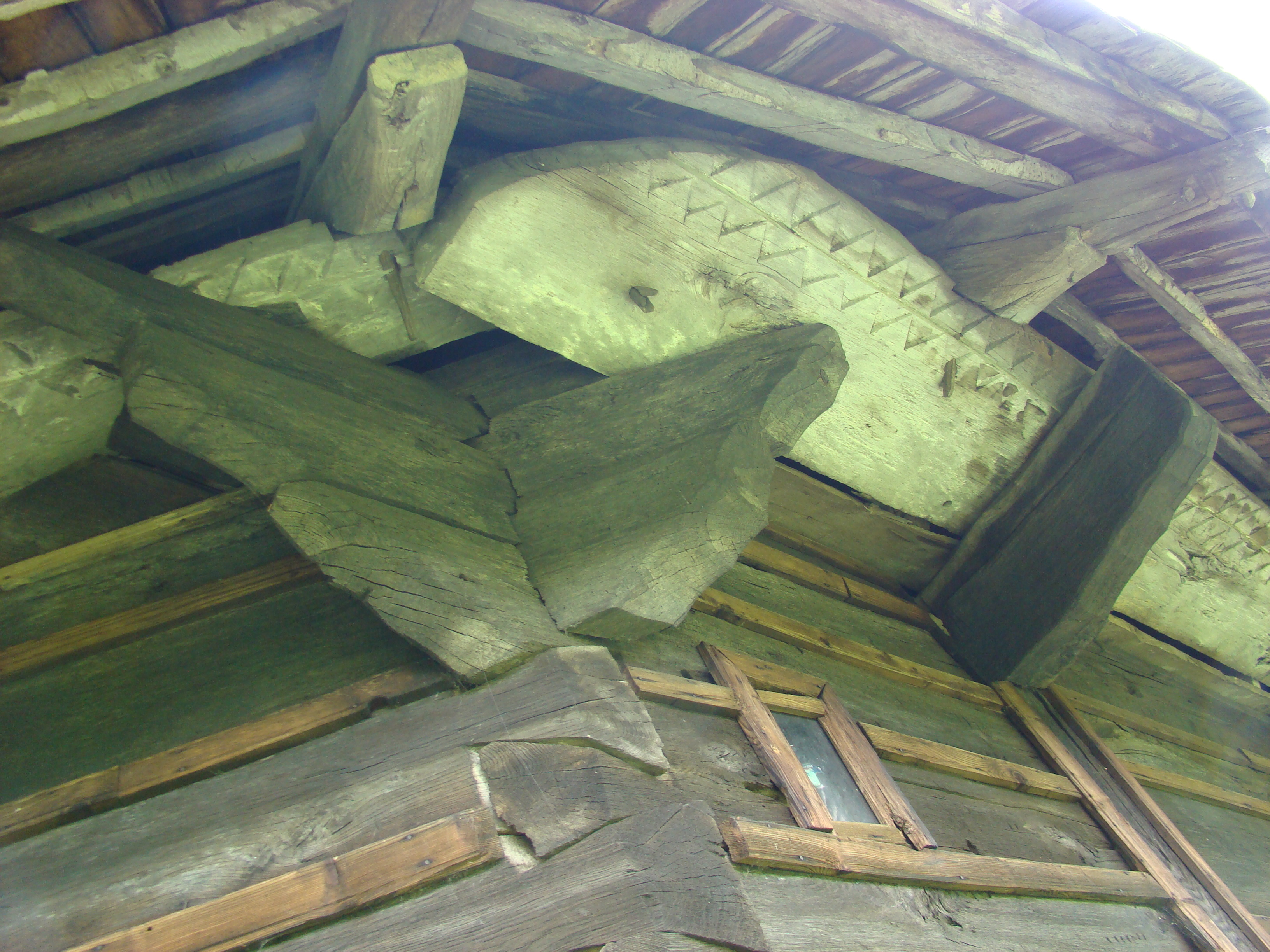
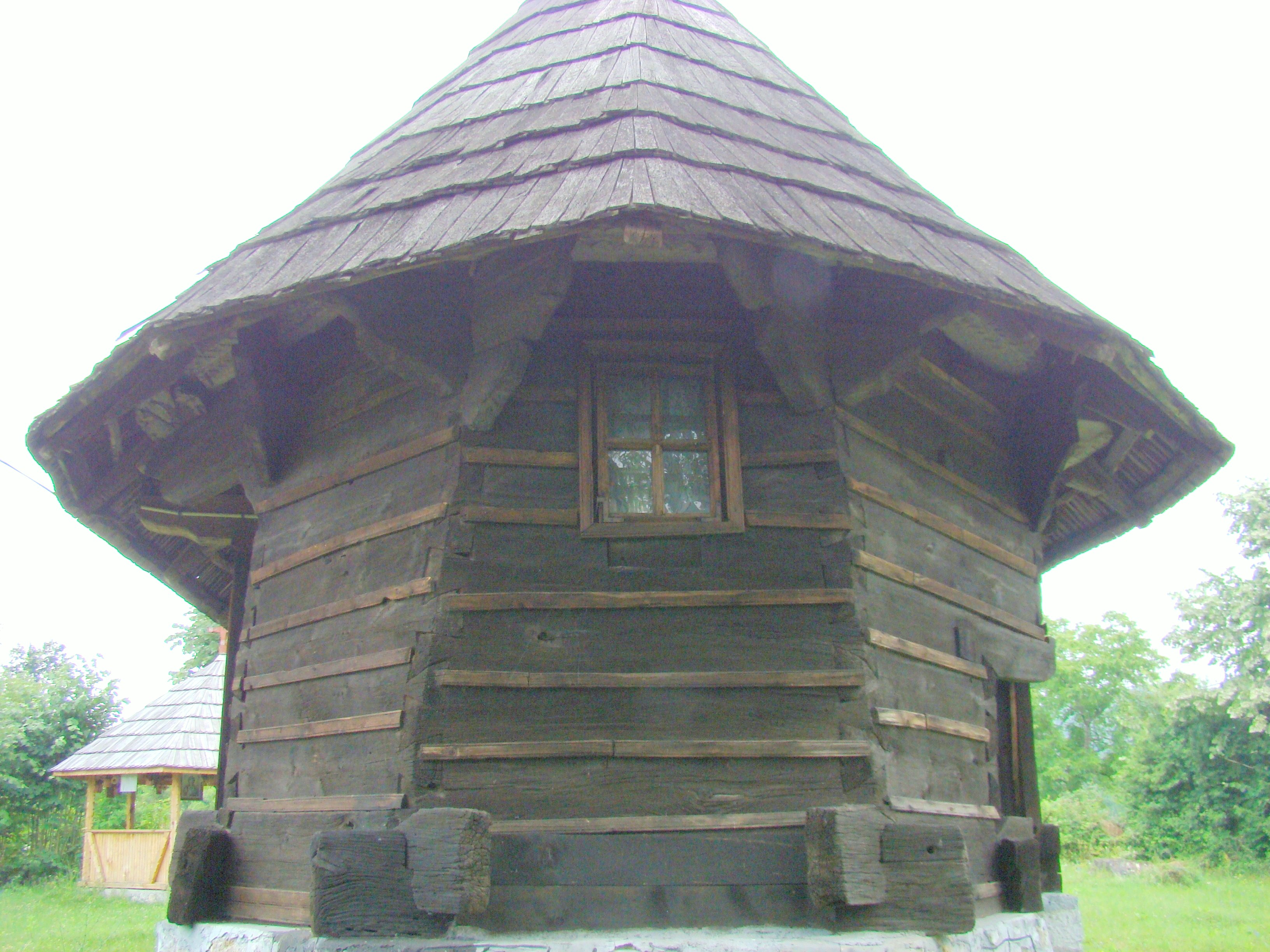
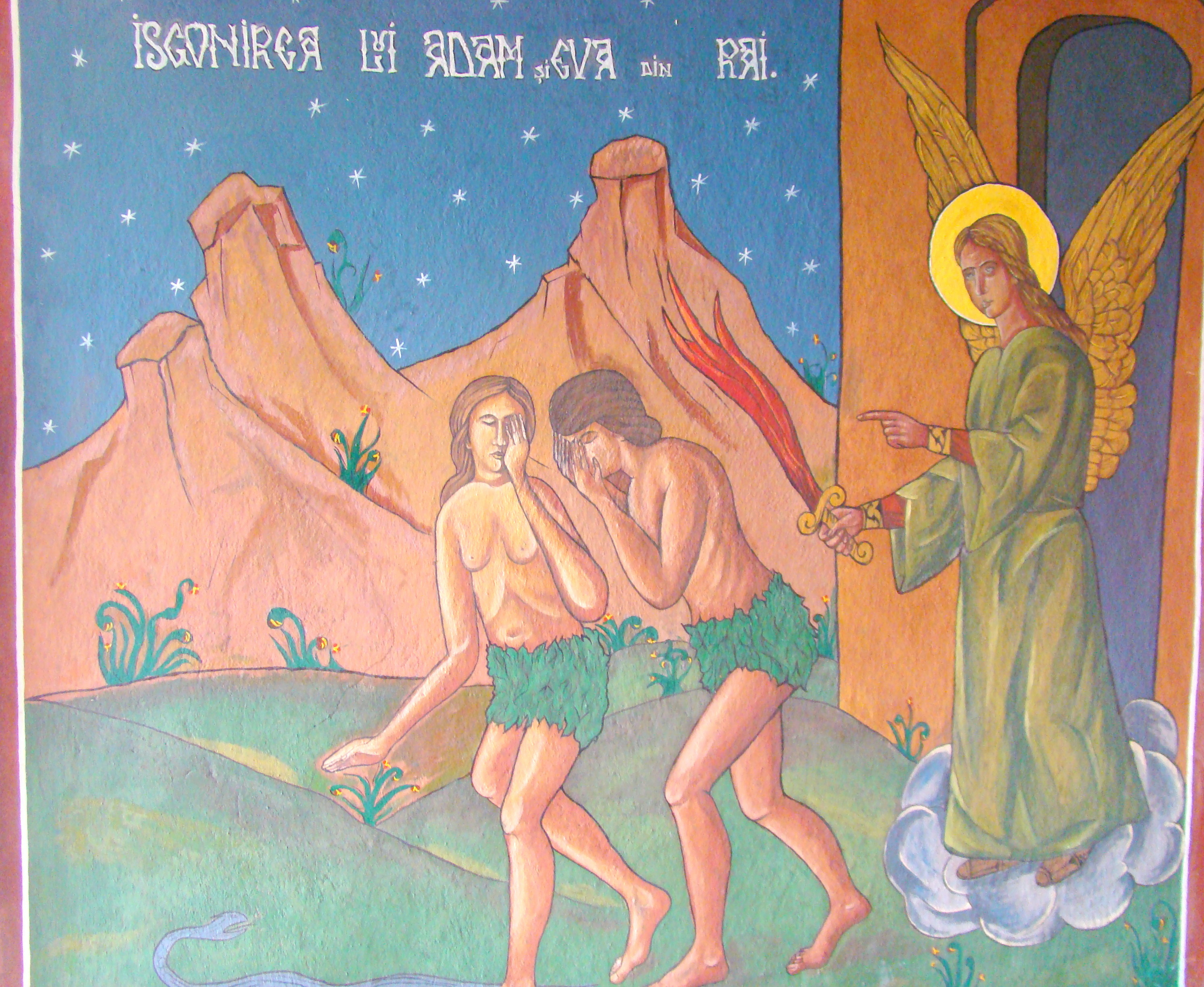
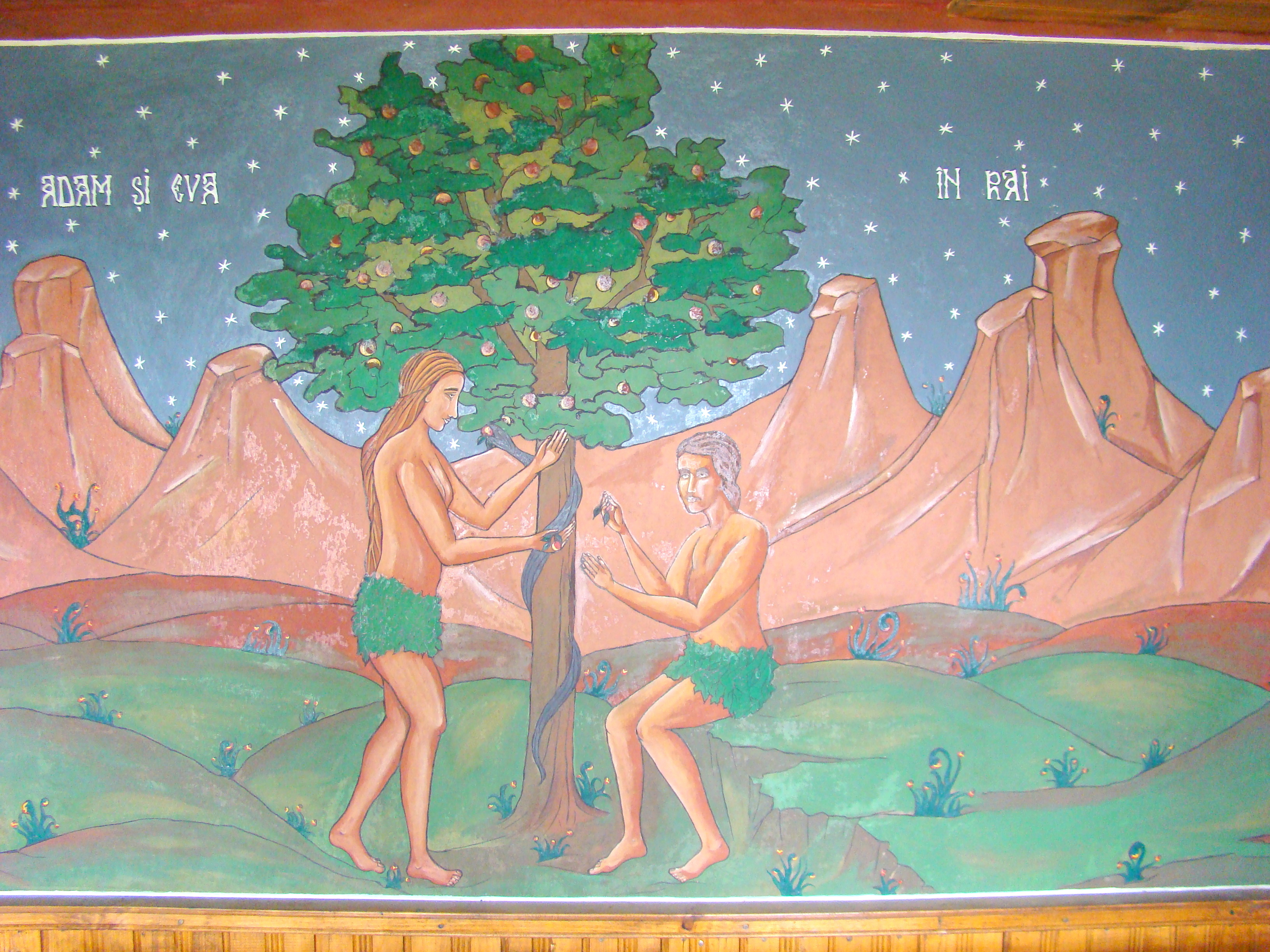
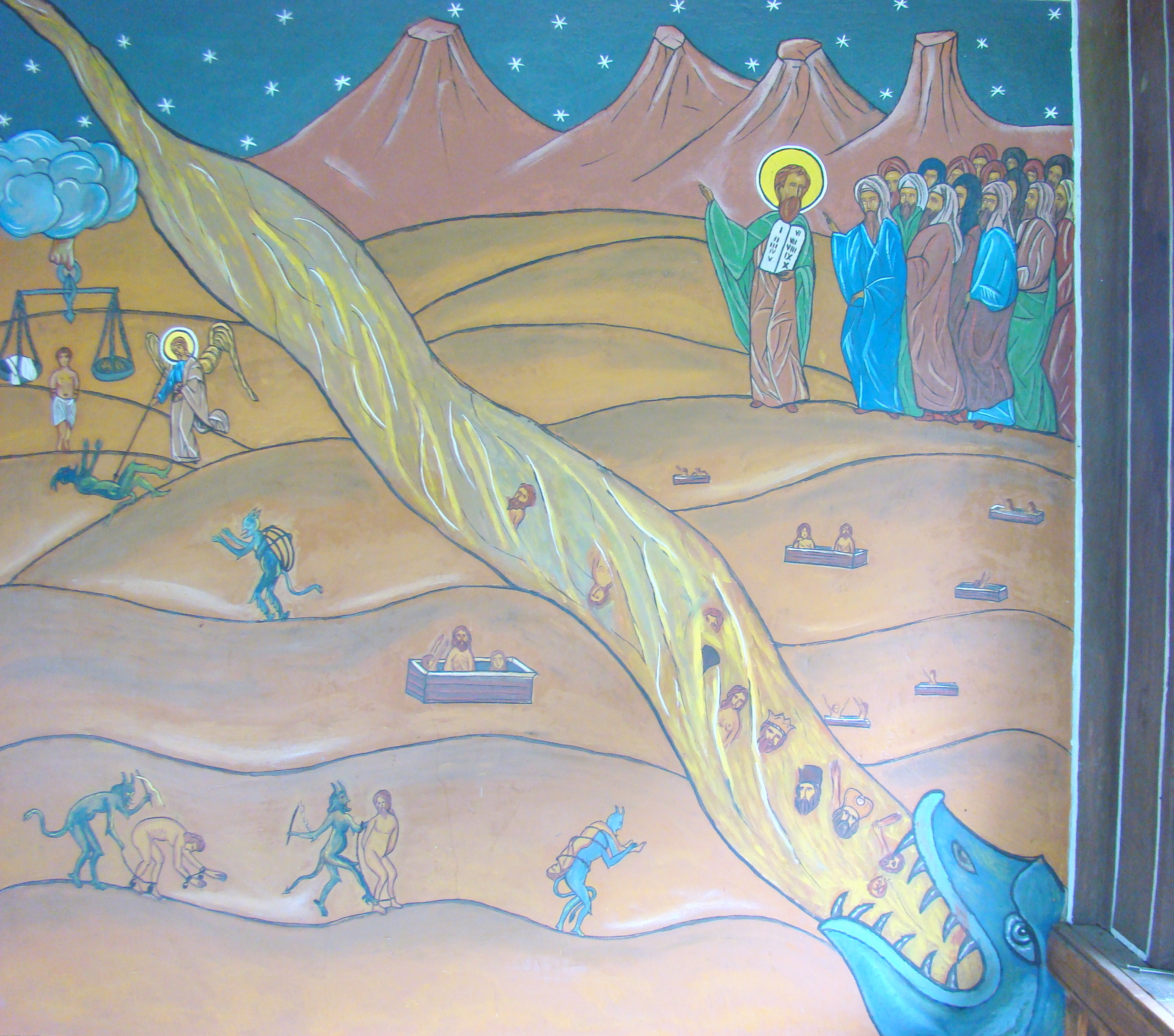
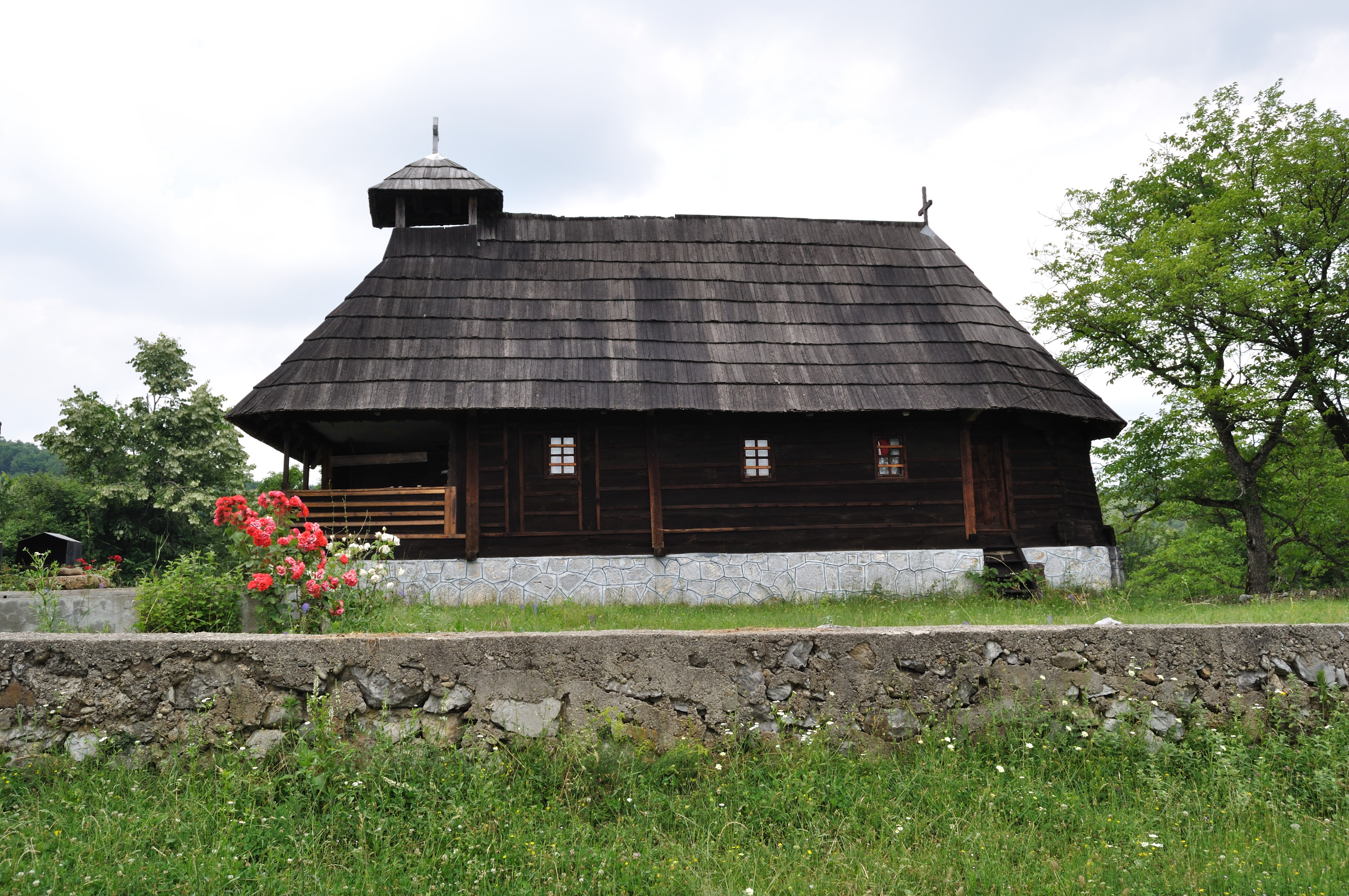
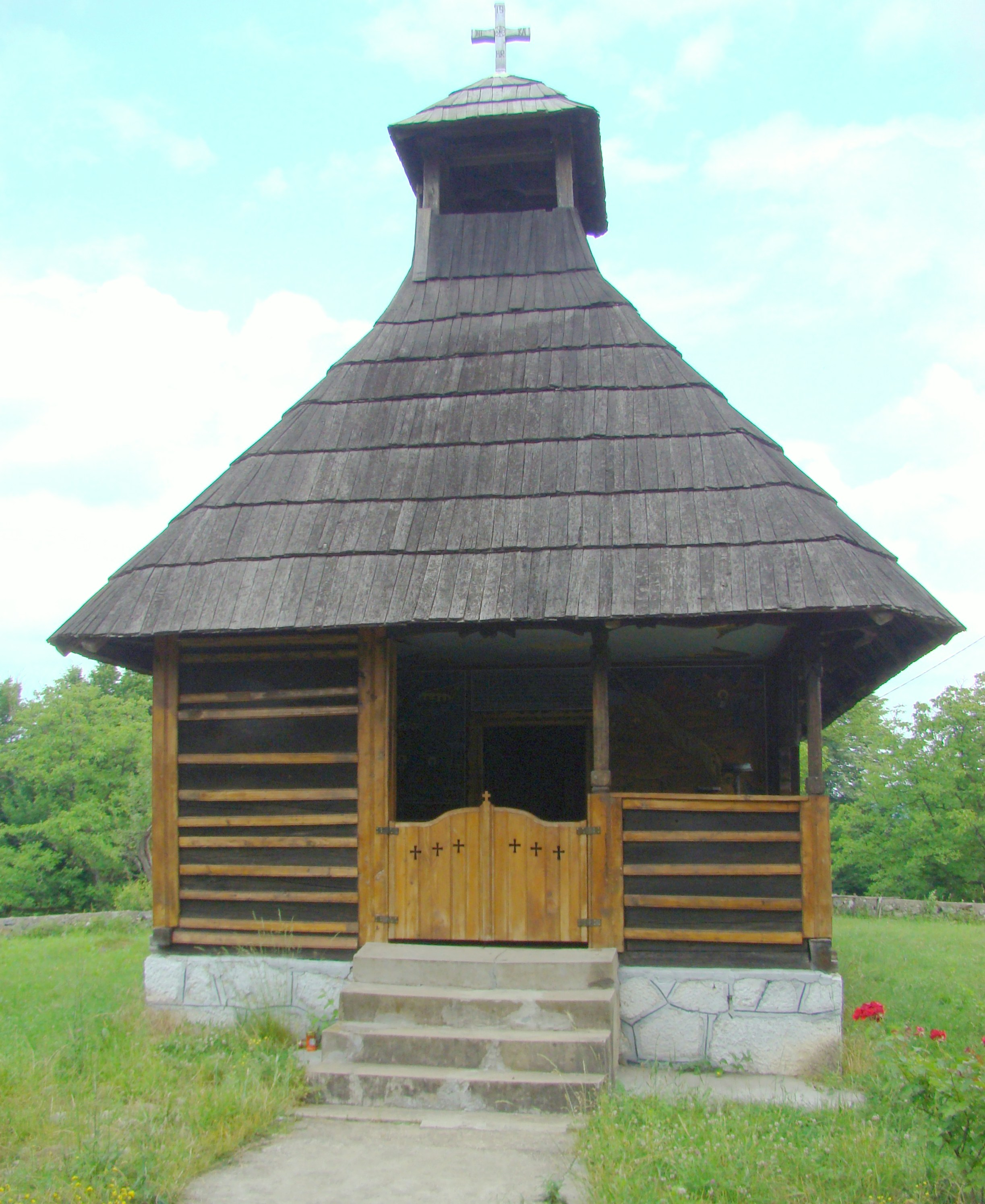
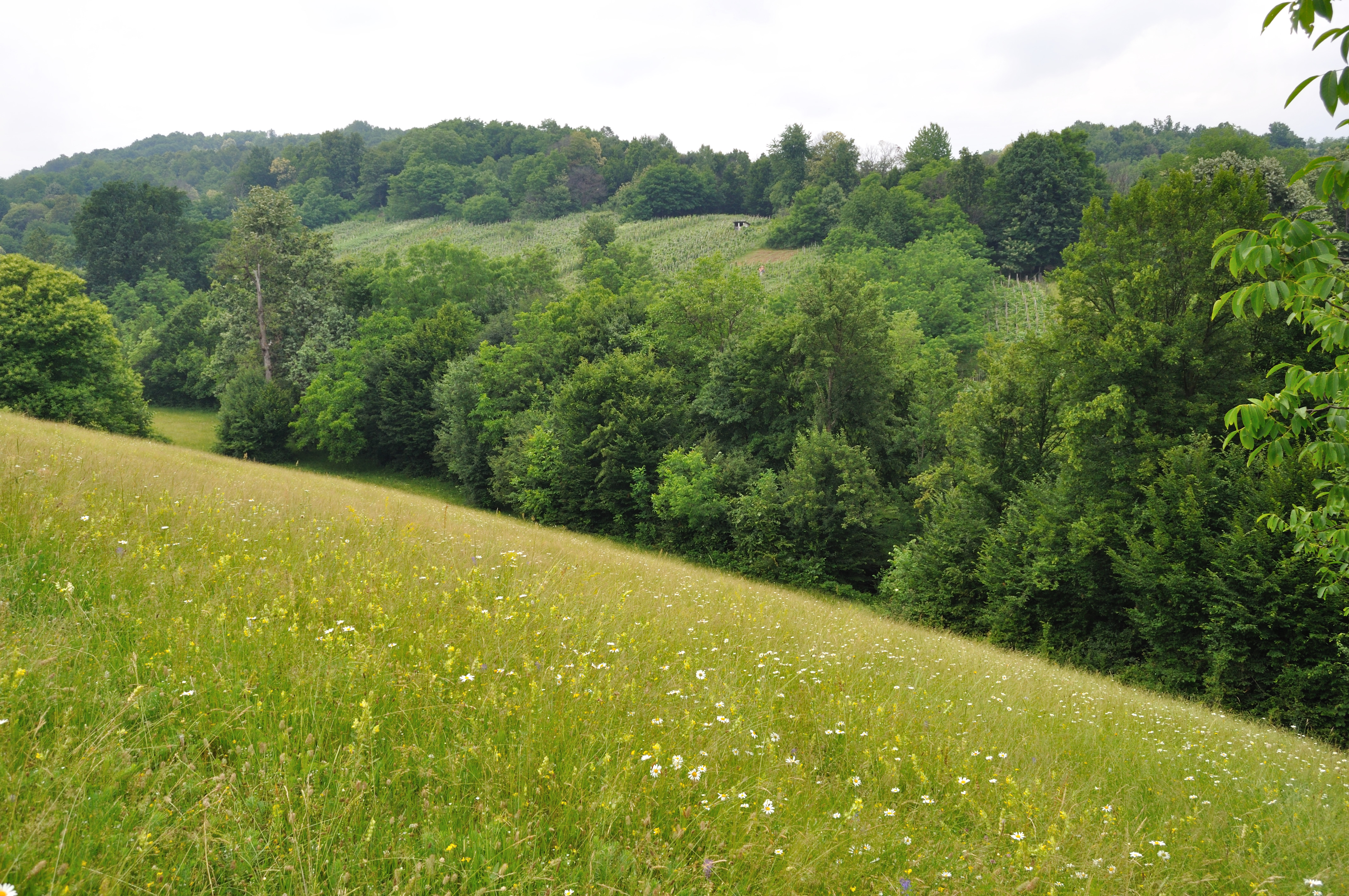